# Port lotniczy Jämsä
Port lotniczy Jämsä (IATA: KEV, ICAO: EFHA) – wojskowy port lotniczy położony 23 kilometry na zachód od centrum Jämsä, w Finlandii.